# Stazione di Taggia-Arma (1872)
La stazione di Taggia-Arma era una stazione ferroviaria situata sulla ferrovia Genova-Ventimiglia a servizio della città di Arma di Taggia.

## Storia
La stazione fu inaugurata nel corso del 1872 contestualmente all'apertura della ferrovia Genova-Ventimiglia e fu dismessa il 24 settembre 2001 con lo spostamento a monte della linea venendo sostituita da una nuova stazione, distante 2,1 km.
Dal 1914 al 1942 sul piazzale antistante la stazione era presente una fermata della linea tranviaria Ospedaletti-Sanremo-Taggia, dotata di binario di raddoppio utilizzato anche come capolinea del servizio urbano Taggia-Stazione.
Fino agli anni '60 era nota anche semplicemente come "Taggia"
Nell'ottobre 1988 divenne la sede del Museo Ferroviario Ligure e ceduta a privati nel 2015.
Dal 2018 si è trasferito nella nuova stazione.
Al 2022 il progetto affidato a due imprenditori per parcheggi ed una eventuale attività ricettiva risulta bloccato.

## Strutture e impianti

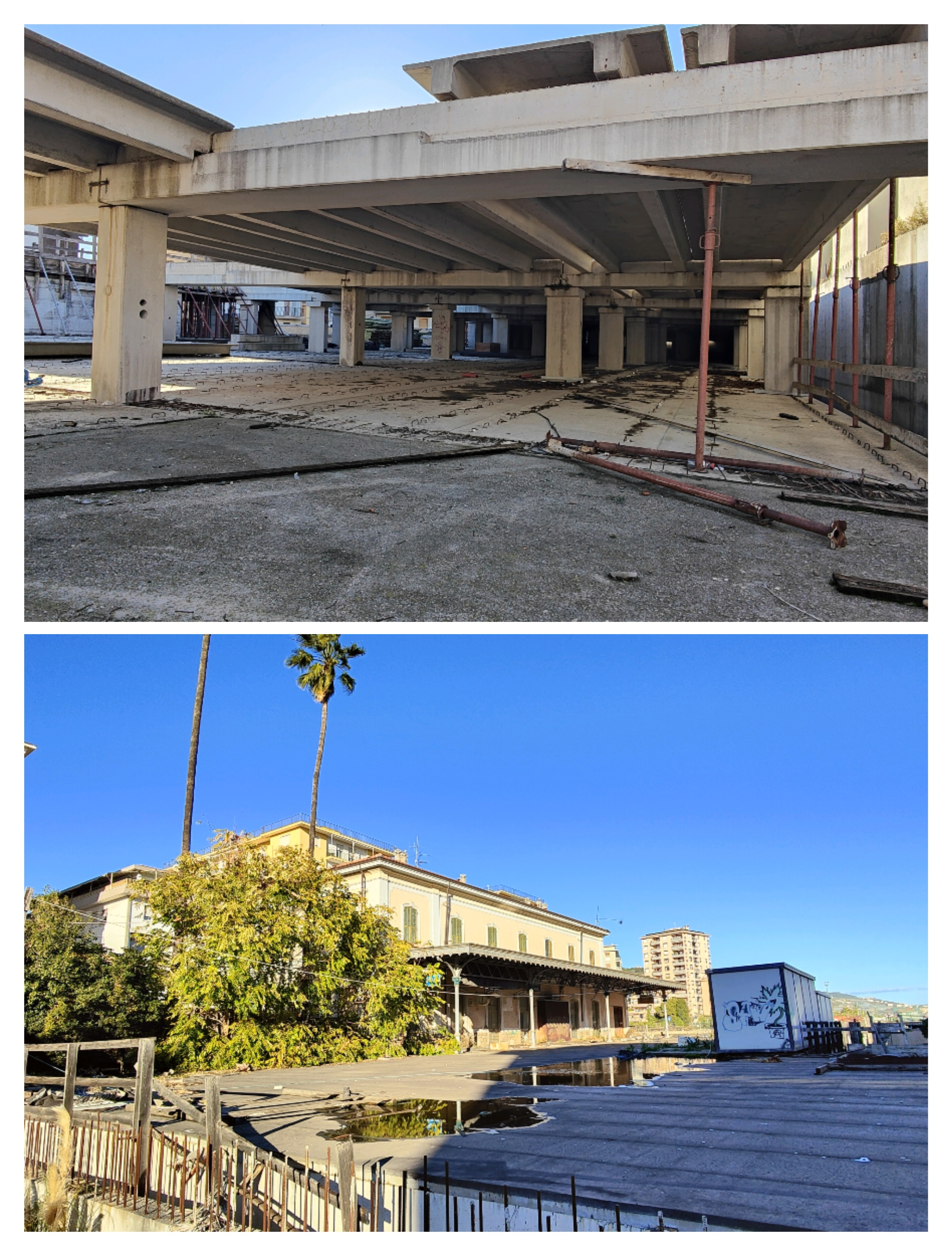
Il piano inferiore dell'ex stazione, con i lavori non terminati. Sopra, il piazzale interno al novembre 2022

La stazione possedeva un fabbricato viaggiatori con due banchine per il servizio passeggeri che servivano i rispettivi binari di transito. La stazione disponeva anche di uno scalo merci con un piano caricatore ed un magazzino. Lo scalo era collegato al resto del fascio binari da un binario di raccordo che finiva tronco nelle vicinanze del fabbricato viaggiatori.Attualmente vi è un cantiere incompiuto. Il nuovo progetto prevede una nuova piazza, il consolidamento strutturale, un nuovo parco urbano e parcheggi sotto il fabbricato della ex- stazione.

## Galleria d'immagini

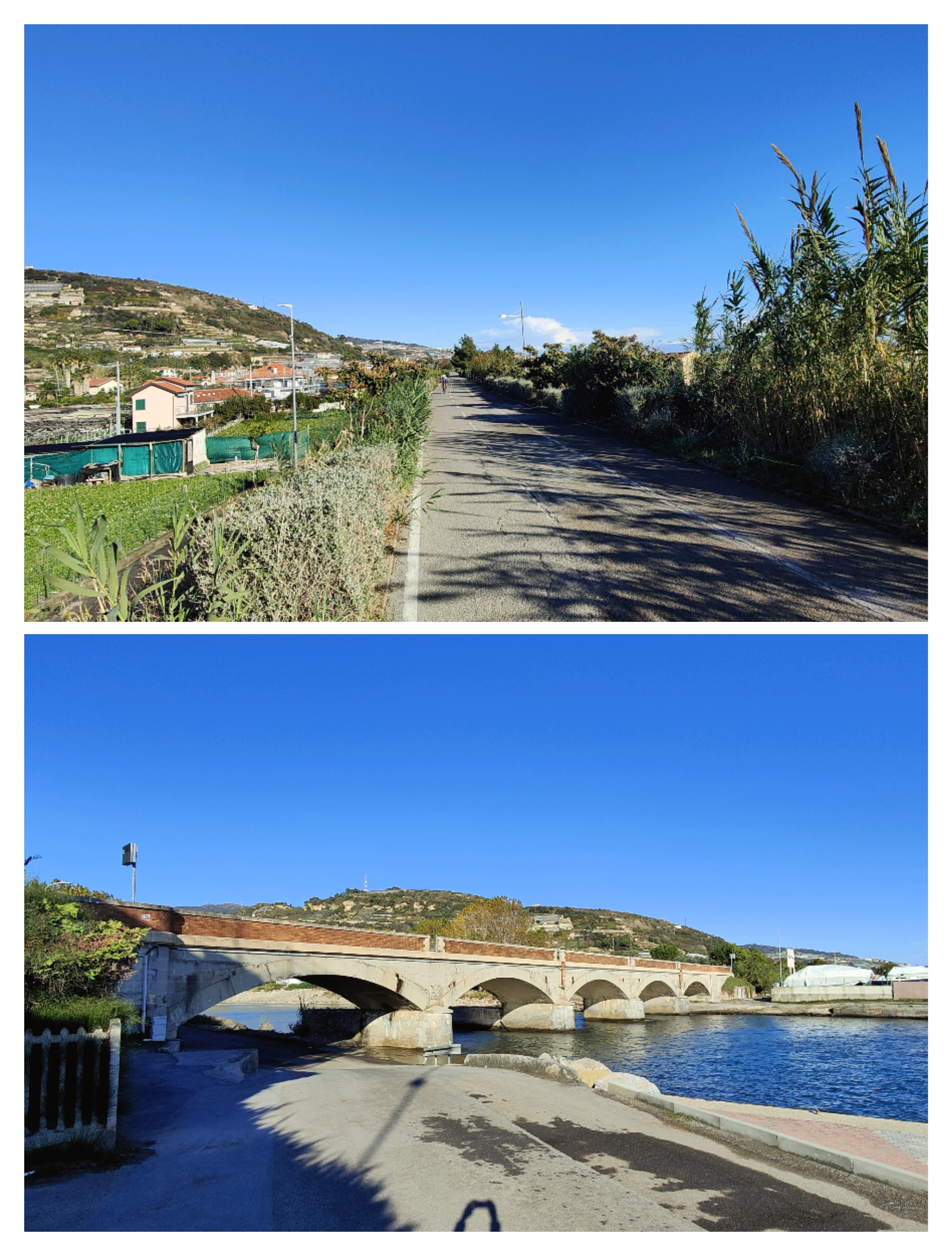
Direzione Imperia: come appare l'ex tracciato trasformato in pista ciclabile e sotto: il ponte sul torrente Fora di Taggia
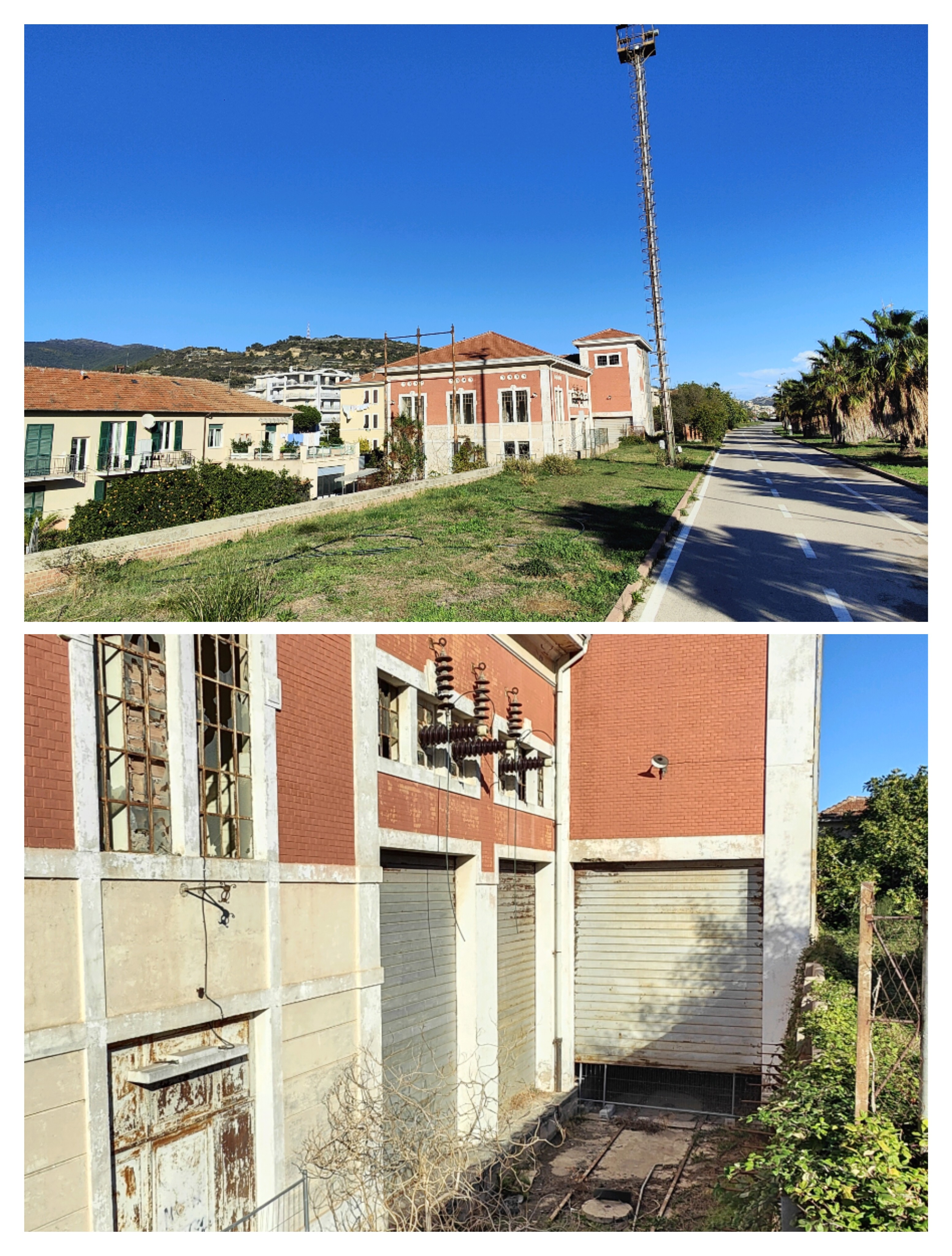
La vecchia sottostazione elettrica in uso dal 1931, come si presenta a novembre 2022
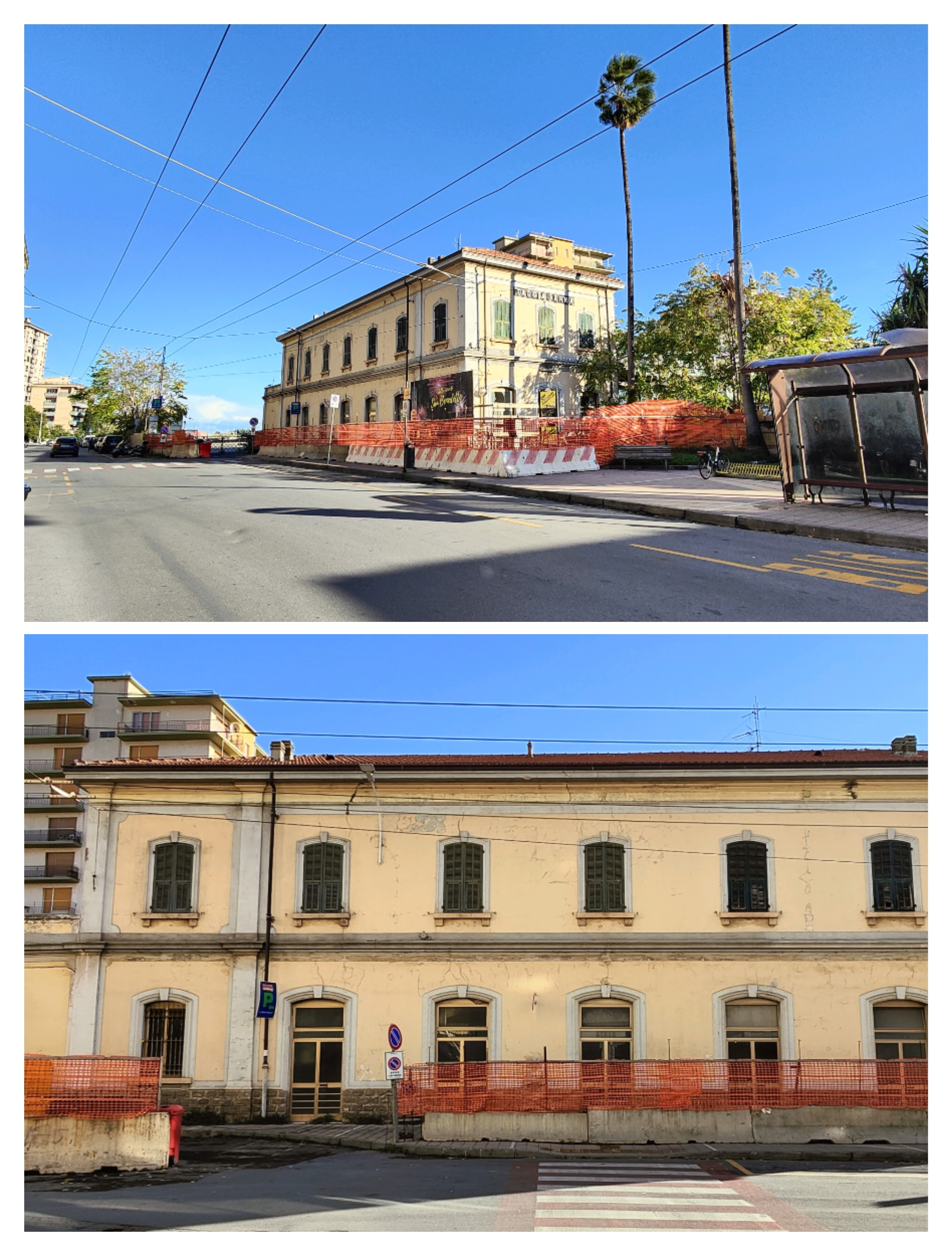
Il fabbricato viaggiatori visto lato strada, vista laterale e frontale a novembre 2022
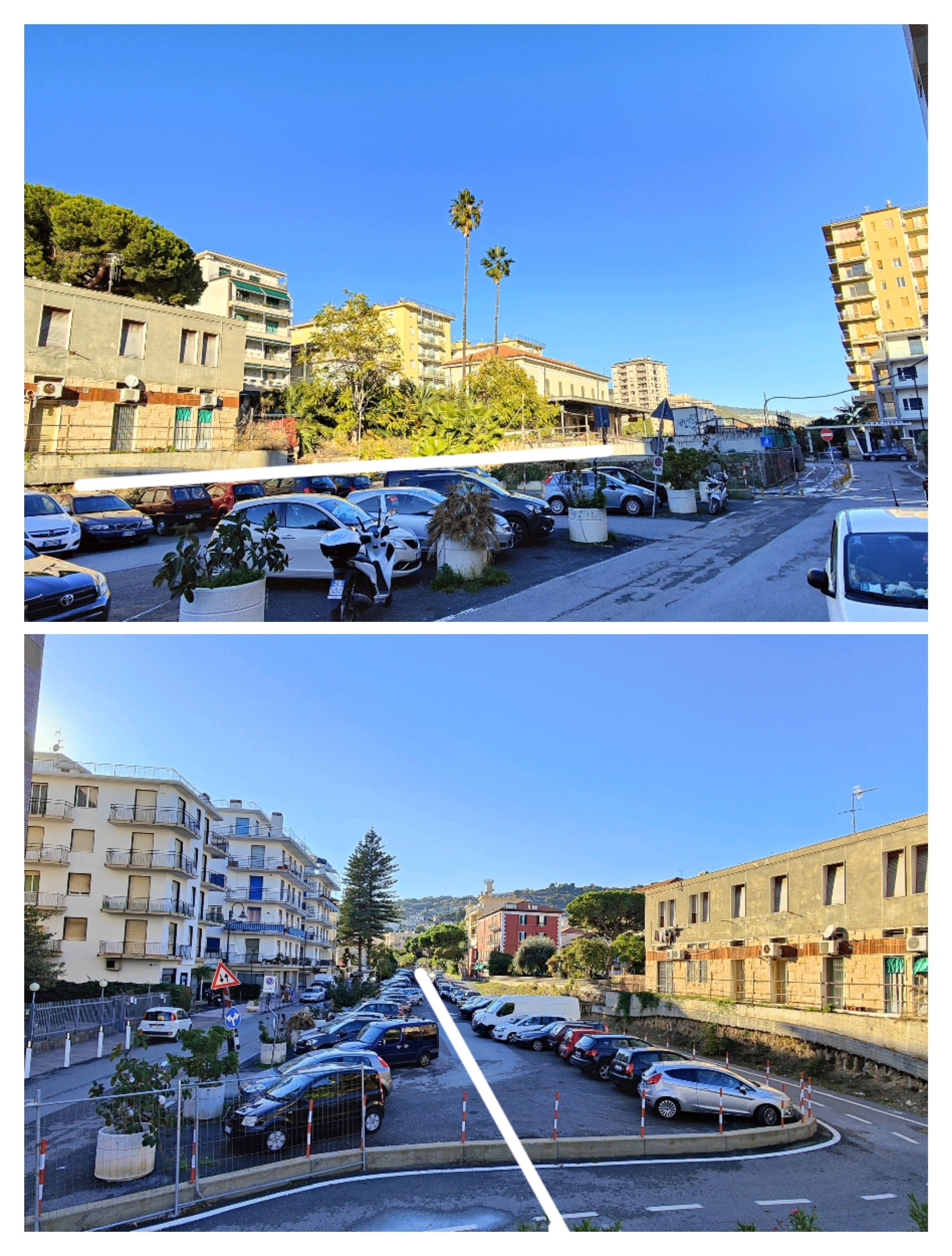
Il tracciato (linea) per Sanremo ora parcheggio (parallelo a via N. Sauro)
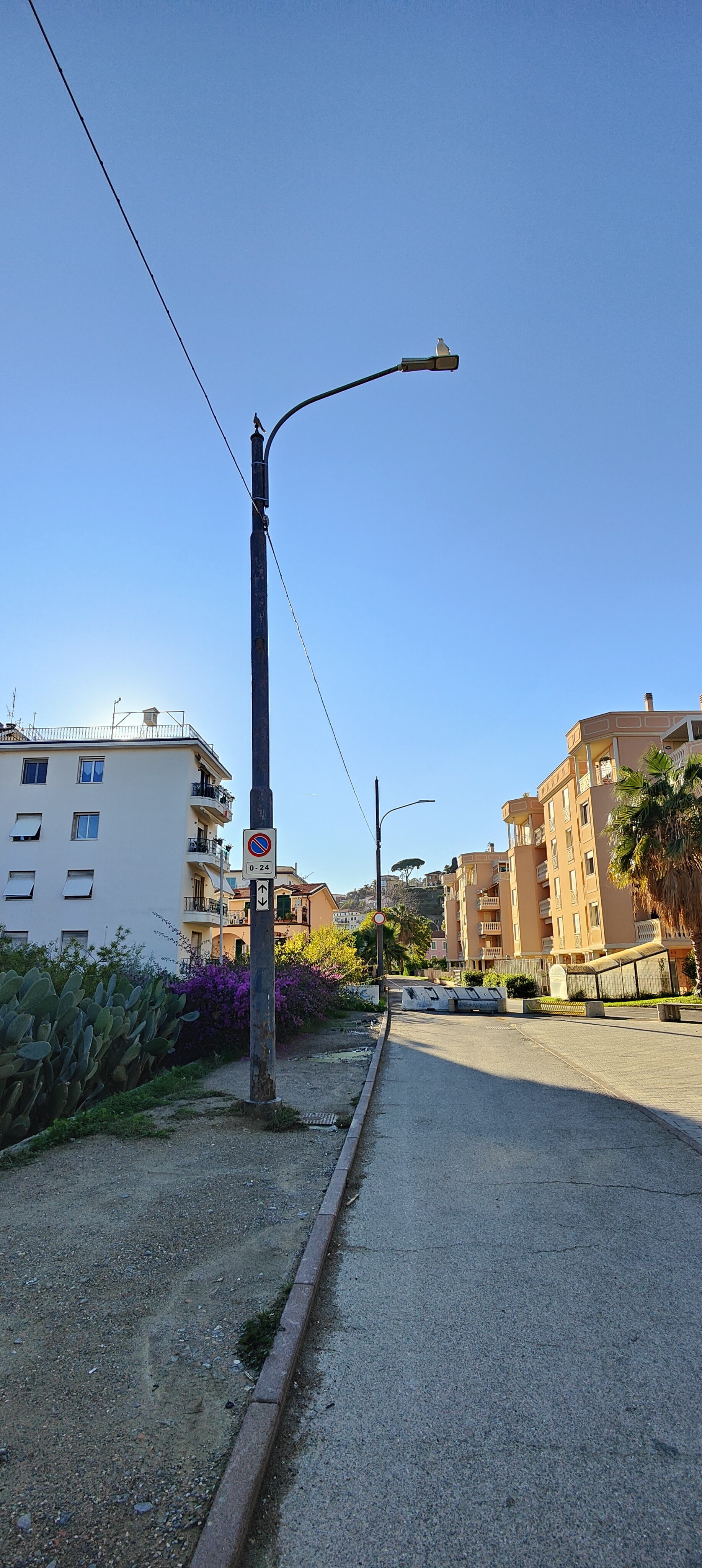
Pali ex FS che reggevano la catenaria usati per l'illuminazione pubblica sulla pista ciclabile parallela a via Magellano direzione Sanremo
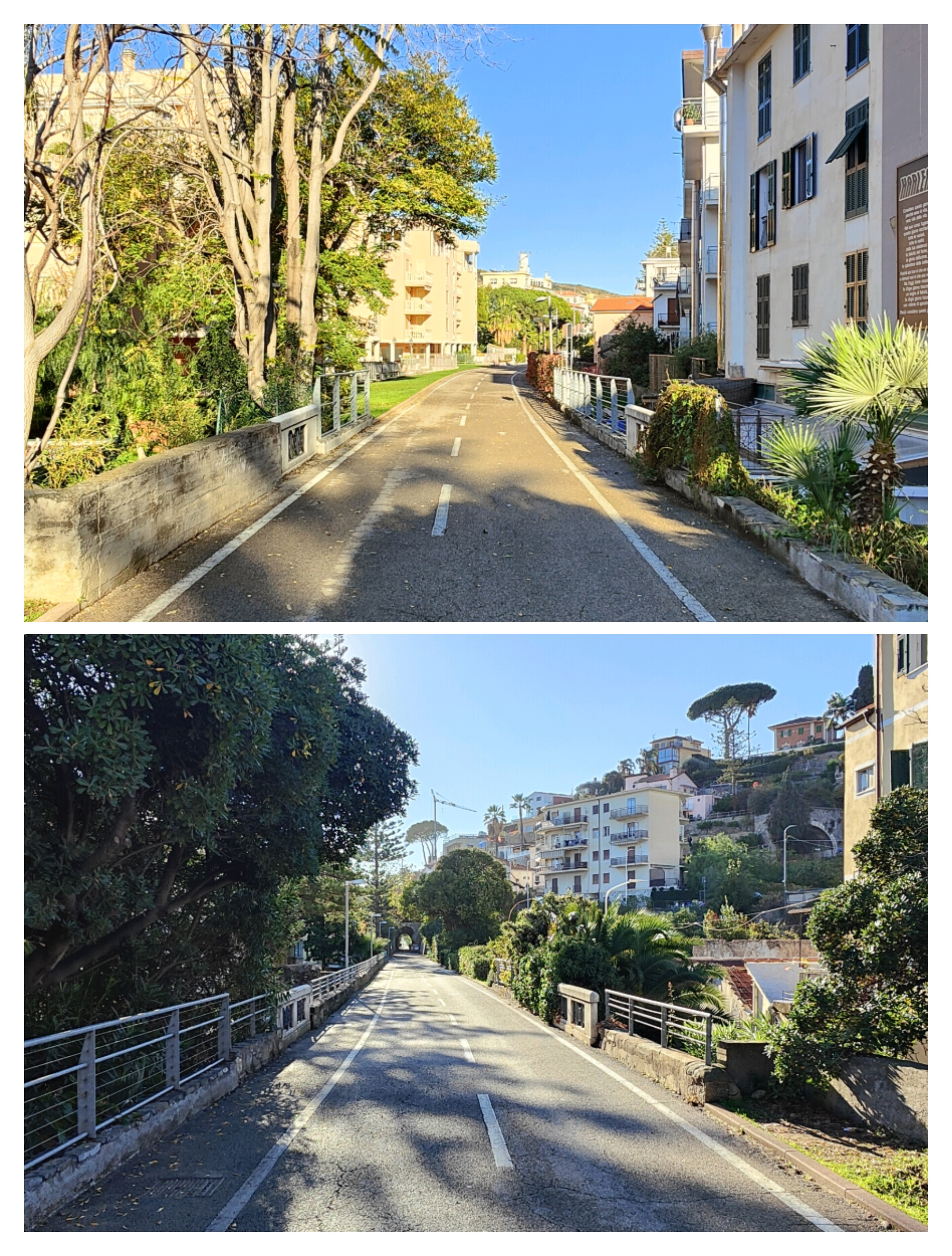
Sopra: la ciclabile proveniente dalla ex stazione, sotto: in direzione verso Bussana Mare e quindi Sanremo